# 안철혁
안철혁(安哲赫, 1987년 6월 27일 ~ )은 조선민주주의인민공화국의 축구 선수로 포지션은 공격수이다.

## 구단 경력
2005년부터 2013년까지 8년동안 리명수체육단에서 활동했다.

## 국가대표팀 경력
2005년부터 2011년까지 조선민주주의인민공화국 국가대표팀에서 국제 A매치 통산 29경기 11골을 터뜨렸고 특히 2009년 8월 23일 괌과의 2010년 동아시아 축구 선수권 대회 예선 2라운드에서 무려 4골을 터뜨리며 팀의 9-2 대승에 기여했다.
그리고 조선민주주의인민공화국 U-23 대표팀의 일원으로 2번의 아시안 게임(2006, 2010)에 참가하여 팀의 2회 연속 아시안 게임 8강 진출에 일조했고 이후 북한 성인대표팀 소속으로 2010년 FIFA 월드컵 본선 엔트리에 이름을 올리긴 했으나 본선에서는 단 1경기도 기용되지 않았으며 2011년 AFC 아시안컵 이후 국가대표팀 유니폼을 벗었다.

## 주요 대회 성적
- 2006년 아시안 게임 8강
- 2010년 아시안 게임 8강